# 22 ! V'là Boule et Bill !
22 ! V'là Boule et Bill ! est le 22e album de la série de bande dessinée Boule et Bill de Jean Roba. L'ouvrage est publié en 1988.

## Historique
En 1999, la collection Dargaud a été refaite à la suite de celle de Dupuis. Les albums de Dargaud Benelux ont simplement changé de numéro. Ainsi, l'album 22 ! V'là Boule et Bill !, qui avait le numéro 22, porte désormais le n° 25 et le titre Les v'là !.

## Présentation de l'album
Boule, un petit garçon comme les autres, a comme meilleur copain Bill, son cocker facétieux. Outre Boule, Bill a une autre grande passion : Caroline, la mignonne tortue... L'album comporte une succession de bêtises et d'espiègleries de Boule et Bill. Son titre fait référence à l'expression « 22, v'là les flics ! ».

## Personnages principaux
- Boule, le jeune maître de Bill.
- Bill, le cocker roux susceptible et farceur.
- Caroline, la tortue romantique amoureuse de Bill.
- Pouf, le meilleur ami de Boule.
- Les parents de Boule.

### Articles externes
- « Boule et Bill -22- 22 ! v'la Boule & Bill ! », sur bedetheque.com.
- Boule et Bill - Tome 25 : Les V'là ! sur dargaud.com (consulté le 13 mars 2022).